# Friesodielsia ovalifolia
Friesodielsia ovalifolia är en kirimojaväxtart som först beskrevs av Henry Nicholas Ridley och som fick sitt nu gällande namn av Ian Mark Turner.
Friesodielsia ovalifolia ingår i släktet Friesodielsia och familjen kirimojaväxter. Inga underarter finns listade i Catalogue of Life.